# Zbigniew Radłowski
Zbigniew Jerzy Radłowski ps. „Ohm” (ur. 22 sierpnia 1924 w Warszawie) – jeden z pierwszych więźniów Pawiaka, a następnie KL Auschwitz, żołnierz Armii Krajowej w stopniu kapitana, powstaniec warszawski, jeniec stalagu. Autor głośnego pozwu przeciwko niemieckiej telewizji publicznej ZDF za sceny w serialu „Nasze matki, nasi ojcowie” sugerujące, że w AK powszechny był antysemityzm.

## Dzieciństwo
Radłowski urodził się w Warszawie jako syn oficera Wiktora Radłowskiego i Edwardy z domu Hajdukiewicz. W stolicy przed wojną mieszkał z rodzicami w willi wybudowanej przez dziadka przy ulicy Okrężnej 12 na Sadybie. W czasie gdy był w drugiej klasie podstawówki, w związku z relokacją służbową ojca, rodzina przeniosła się do Gniezna. Tam zastała ich II wojna światowa.

## Podczas okupacji
W pierwszych dniach wojny obronnej Polski w 1939 roku, Radłowski jako piętnastolatek zgłosił się do wojska w Gnieźnie. Jednak, ze względu na młody wiek nie został przyjęty. Z Gniezna rodzina ewakuowana była przez wojsko do Starachowic, następnie przyjechali do Warszawy do rodzinnej willi przy Okrężnej 12 na Sadybie. Dom ten sąsiadował z podziemną drukarnią pisma Stronnictwa Narodowego „Walka” (przy Okrężnej 10), na skutek denuncjacji wykrytej w grudniu 1940 roku, w wyniku czego również Radłowski z rodziną trafia do więzienia na Pawiaku. Z Pawiaka – 6 stycznia 1941 roku zostaje wysłany do dopiero co powstałego obozu w Oświęcimiu (późniejsze KL Auschwitz), jest jednym z pierwszych więźniów obozu (numer obozowy: 8252).
Dzięki przedwojennym kontaktom towarzyskim rodziców (poprzez córkę Emila Wedla – Zofię po ślubie z rodziny Żochowskich), i staraniom Adama Ronikiera z Rady Głównej Opiekuńczej, matka Radłowskiego dostała się do gestapo przy alei Szucha w Warszawie, gdzie u gestapowca przedstawiającego się nazwiskiem Stern udało się jej wyprosić wystosowanie pisma do Berlina w sprawie zwolnienia syna. Uwięzienie Radłowskiego opierało się jedynie na sąsiedztwie domu rodzinnego z podziemną drukarnią, po rewizji na Okrężnej 12 niczego nie znaleziono, sam więzień był jeszcze nastolatkiem, a przede wszystkim rodzina była powiązana z przemysłowcami o niemieckich korzeniach – to zdaniem Radłowskiego - mogło wpłynąć łagodząco na ocenę wniosku przez Niemców. 25 maja 1941 roku został zwolniony z Auschwitz. Po rejestracji na gestapo w Częstochowie wrócił z matką do Warszawy.
Po kilkumiesięcznej rekonwalescencji w majątkach ziemiańskich pod Warszawą, na początku 1943 roku przystąpił do konspiracji w Batalionie AK „Chrobry” pod dowództwem Ludwika Dąbrowskiego ps. „Dęboróg”. Ze względu na młody wiek, a przede wszystkim rejestracje na Gestapo w Częstochowie, dowódca uwzględniając wysokie ryzyko rozpracowania przez Niemców całego batalionu, zdecydował, że Radłowski nie będzie uczestniczył w planowaniu ani realizacji akcji zbrojnych, a będzie jedynie przygotowywany do przyszłej walki.

### Powstanie warszawskie
Podczas powstania był żołnierzem pułku „Baszta”, kompanii O-2 (numer legitymacji AK: 51641), odpowiedzialnej za obronę placówki „Drago” na rogu ulic Niepodległości i Ligockiej, której obrona trwała do 20 września 1944 roku.
Po upadku powstania 27 września został wraz z trzystoma powstańcami przeprowadzony na ulicę Różaną, następnie do Fortu Mokotowskiego, a potem do Pruszkowa. Po dwóch tygodniach przez Skierniewice został przetransportowany do stalagu X B Sandbostel między Bremą a Hamburgiem (numer jeniecki: 221371) Końca wojny doczekał w obozie Westertimke, który został wyzwolony przez wojska kanadyjskie.
Wrócił do Polski w grudniu 1945 roku.
Niedługo potem został aresztowany i skazany za szpiegostwo na rzecz wywiadu angielskiego. Wyrok odsiedział w więzieniu przy Rakowieckiej w Warszawie.

## Proces przeciwko niemieckiej telewizji ZDF
Proces wytoczony ZDF przez Radłowskiego obok sprawy innego więźnia Auschwitz – Karola Tendery, jest najgłośniejszym przykładem walki ofiar niemieckiej okupacji przeciwko zniesławieniom Polaków i przypisywaniu im współudziału w Holokauście.
92-letni poruszający się na wózku inwalidzkim Radłowski w 2016 roku złożył pozew przeciwko niemieckiej telewizji publicznej ZDF po kilkukrotnej emisji filmu fabularnego „Nasze matki, nasi ojcowie”. Film przedstawia żołnierzy Armii Krajowej jako antysemitów i nacjonalistów. W pozwie Radłowski stwierdza, że szczególnie dotknęły go nieprawdziwe sceny, w których pada sugestia, że żołnierzom AK ludność sprzedawała żywność pod warunkiem, że w formacji tej nie było Żydów oraz kadr, gdy  AK-owcy dokonują napadu na pociąg, a gdy po odsunięciu drzwi okazuje się, że jadą nim ludzie w pasiakach, żołnierze AK ich zostawiają, a na pytanie, dlaczego tak zrobili, pada odpowiedź: „bo to Żydzi, a ci są gorsi niż komuniści”.
W 2018 roku krakowski sąd wydał wyrok stwierdzający, że niemiecka telewizja publiczna ZDF i producenci serialu „Nasze matki, nasi ojcowie” mają przeprosić żołnierzy Armii Krajowej. Sąd uznał, że serial narusza dobre imię żołnierzy AK, posługując się narracją nie opartą na jakichkolwiek potwierdzonych przez historyków relacjach. Wyrok zakończył dwuletni proces.
Niemiecka telewizja publiczna ZDF zapowiedziała odwołanie.
Serial emitowany był w kilku telewizjach niemieckich. Tylko w ZDF obejrzało go średnio 7 milionów widzów (pierwszy raz emitowany był w dniach 18–20 marca 2013 roku). Prawa do serialu ZDF sprzedała do kilkudziesięciu telewizji na świecie. W 2013 wyemitowała go również TVP. W telewizji obejrzało go pond 3 miliony widzów. Koszty zakupu serialu TVP utajniła. W Wielkiej Brytanii zaraz po wyprodukowaniu serialu nadano go w BBC Two. W 2014 roku serial „Nasze matki, nasi ojcowie” zdobył w Nowym Jorku główną nagrodę International Emmy za „najlepszy film telewizyjny”.
Przed emisją serialu w BBC brytyjska polonia zorganizowała protest przed siedzibą stacji w Londynie. Natomiast w 2017 roku przed warszawskim oddziałem ZDF podczas demonstracji apelowano o wykonanie wyroku w sprawie z powództwa Zbigniewa Radłowskiego.

## Odznaczenia
We 2019 roku decyzją prezydenta Rzeczypospolitej Polskiej Andrzeja Dudy Zbigniew Radłowski został odznaczony Krzyżem Komandorskim Orderu Odrodzenia Polski.